# Chacabuco (Argentine)
Pour les articles homonymes, voir Chacabuco.
Chacabuco est une ville de la province de Buenos Aires en Argentine.
Chacabuco a été fondée en 1865.
La population était de 39 371 habitants en 2012.

## Personnalités
- Daniel Passarella, footballeur argentin